# Jarell Eddie
Jarell Eddie (ur. 30 października 1991 w Tampie) – amerykański koszykarz, występujący na pozycjach rzucającego obrońcy oraz niskiego skrzydłowego.
W 2014 rozegrał 6 spotkań w barwach Washington Wizards, podczas letniej ligi NBA w Las Vegas oraz 3 przedsezonowe w Atlanta Hawks. Rok później reprezentował San Antonio Spurs (7) w Las Vegas oraz Indiana Pacers (5) w Amway Center, zaliczył też 2 gry przedsezonowe z Golden State Warriors.
19 marca 2017 podpisał 10-dniowy kontrakt z Phoenix Suns, a następnie 29 marca kolejny. Po upłynięciu umowy opuścił klub. 25 września zawarł umowę z Chicago Bulls. 16 października opuścił klub.
20 stycznia 2018 podpisał 10-dniową umowę z Boston Celtics. Po wygaśnięciu umowy powrócił do składu Windy City Bulls. 1 marca 2018 zawarł 10-dniowy kontrakt z Chicago Bulls. Po wygaśnięciu umowy powrócił do Windy City Bulls.
2 lipca 2019 został zawodnikiem hiszpańskiego UCAM Murcia.
27 lipca 2020 dołączył do tureckiego Fenerbahçe Dogus Stambuł. 30 czerwca 2021 opuścił klub.

## Osiągnięcia
Stan na 2 lipca 2021, na podstawie, o ile nie zaznaczono inaczej.
NCAA
- Zaliczony do:
  - ACC All-Academic Team (2013, 2014)[10]
  - I składu turnieju Coaches vs. Classic (2014)

Drużynowe
- Wicemistrz Turcji (2021)
- Zdobywca Pucharu Liderów Francji (2019)

Indywidualne
(* – nagrody przyznane przez portal eurobasket.com)
- MVP pucharu Liderów Francji (2019)
- Zaliczony do składu honorable mention*:
  - francuskiej ligi ProA (2019)[7]
  - ligi hiszpańskiej (2020)[8]
  - turnieju NBA D-League Showcase (2015)
- Zwycięzca konkursu rzutów za 3 punkty (2015)
- Zawodnik tygodnia (23.03.2015)